# Азарх, Раиса Моисеевна
Раиса Моисеевна Азарх (2 мая 1897, Щербиновка Екатеринославской губернии (ныне Торецк Донецкой области Украина) — 9 ноября 1971, Москва) — советский медик, писательница, очеркист, мемуаристка, участница Октябрьской революции, гражданской, финской и Великой Отечественной войн, доброволец в Испании (1936). Член Коммунистической партии с 1917.

## Биография
В 1917 окончила медицинский факультет Харьковского университета. Участница Октябрьского вооружённого восстания в Москве 1917.
Была членом ВЦИК. Участница гражданской войны в России. Комиссар Особой вятской дивизии, затем в 3-й армии РККА. Позже руководила санитарными отрядами, начальник санитарного управления Украинского фронта, начальник санитарной службы 5-й Красной Армии, начальник Главного Санупра Забайкалья.
Организатор борьбы с эпидемией тифа в Сибири. Одна из первых женщин в Советской России, награждённая орденом Красного Знамени (1928).
После окончания гражданской войны — на партийной и профсоюзной работе в Ростове-на-Дону и Томске.
Редактор ряда журналов и газет. Училась на литературном отделении Института красной профессуры. Была член Российской ассоциации пролетарских писателей (РАПП). С 1934 член Союза советских писателей. Жила в Харькове, тогдашней украинской столице, где работала в Госиздате Украины.
Жена Мате Залка. Вместе с мужем, тогда «генералом Лукачем», назначенным командиром 12-й интернациональной бригады республиканской армии Испании, в ноябре 1936 нелегально прибыла в Испанию. В 1936—1937 — участница гражданской войны в Испании, советник Республиканской армии и Министерства здравоохранения. Организатор санитарных подразделений республиканской армии.
В 1937 проходила в показаниях арестованной А. И. Гудзь как имеющая связь с троцкистами и по линии КПК получила партвзыскание за извращение истории ВКП(б) в троцкистском духе.
25 апреля 1937 года в спецсообщении Н. И. Ежов И. В. Сталину предложил арестовать писательницу Р. М. Азарх. Хотя согласие было дано («За. Молотов», «Ст.»), арест не состоялся.
В 1939 во время польского похода РККА, а затем советско-финской войны (1939—1940) была уполномоченным НКО СССР.
Участница Великой Отечественной войны. В 1941—1944 — военный корреспондент ряда газет.
В 1947 г. была арестована в связи со знакомством с Анной Аллилуевой, находилась в заключении до 1954 г.
Похоронена на Новодевичьем кладбище в Москве.

## Творчество
Начала печататься в 1917.
Автор ряда книг, в том числе мемуаров:
- Октябрь в Москве: Воспоминания. — Симбирск: Симбирск, 1923. — 25 с.
- Борьба продолжается. — М., Л.: Земля и фабрика, 1930. — 209 с.
- «Пятая армия» (1935),
- Сыны народа. — М.: Гос. изд. худ. лит., 1942. — 45 с.
- Отважные: повесть. — М.: Трансжелдориздат, 1942. — 92 с.
- Дорога чести: Роман-хроника. — М.: Сов. писатель, 1956. — Т. 1. — 234 с.
- Дорога чести: Роман-хроника. — М.: Сов. писатель, 1959. — Т. 2. — 296 с.
- У великих истоков. — М.: Воениздат, 1967. — 159 с. — (Военные мемуары).